# كأس العراق 1980–81
ضمت البطولة مشاركة 40 نادي من مختلف الدرجات وكانت على النحو التالي 28 فريق من الدرجة الثانية و 12 من الدرجة الأولى
وجرت البطولة بنظام التقسيط الفردي خروج المغلوب، وقد جرت مباريات الدور الاول والثاني من المسابقة بين أندية الدرجة الثانية فقط وفي الدور الثالث دخلت فرق الدرجة الأولى، ولم تتمكن فرق الدرجة الثانية من أحداث المفاجأة فخرجت جميعها على يد فرق الدرجة الأولى ومن النتائج التي سجلها طرفي المباراة النهائية (الزوراء والطلبة) في رحلة الوصول إلى ختام المسابقة كانت كالآتي:
فاز نادي الزوراء على نادي النجف 3-0 والفوز على نادي الشباب 1-0 والفوز على الأمانة 1-0 ثم الفوز على الطلبة في النهائي 1-0
أما نادي الطلبة فقد فاز على نادي الشرطة وصيفه بذلك الموسم 6-5 بفارق ركلات الترجيح بعد التعادل السلبي، ثم فاز على فريق الإتحاد البصري 2-0 وفاز على الميناء 1-0 في الدور قبل النهائي ليخسر من الزوراء نهائي الكأس.